# Dryopteris gracilis
Dryopteris gracilis là một loài thực vật có mạch trong họ Dryopteridaceae. Loài này được (Moore) Ching miêu tả khoa học đầu tiên năm 1938.